# Zaměstnanecké dílo
Zaměstnanecké dílo je zvláštním typem autorského díla, které jeho autor vytvořil v rámci plnění povinností v zaměstnání. K takovému dílu obvykle vykonává majetková autorská práva příslušný zaměstnavatel a nikoliv autor díla, který od zaměstnavatele za výkon své práce dostává mzdu či plat. Toto nemusí platit, bylo-li dílo vytvořeno na základě jednorázové smlouvy o dílo (na objednávku).

## Česko
V Česku je zaměstnanecké dílo upraveno v § 58 autorského zákona a je definováno jako dílo, které jeho autor vytvořil „ke splnění svých povinností vyplývajících z pracovněprávního či služebního vztahu k zaměstnavateli nebo z pracovního vztahu mezi družstvem a jeho členem“ (odst. 1). Zaměstnavatel dle tohoto zákona vykonává autorova majetková autorská práva svým jménem a na svůj účet, není-li sjednáno jinak (odst. 1). Autorova osobnostní práva k dílu zůstávají nedotčena (odst. 4) a autor má také dle autorského zákona právo na přiměřenou dodatečnou odměnu, jestliže jím vytvořené zaměstnanecké dílo přinese zaměstnavateli zisk neúměrný odměně, kterou původně za vytvoření zaměstnaneckého díla dostal (odst. 6).
Do osobnostních práv autora k zaměstnaneckému dílu spadá právo rozhodnout o jeho zveřejnění a právo na nedotknutelnost díla, tedy že bez svolení autora nemůže nikdo do díla zasahovat (např. zařadit je do souborného díla, spojit s jiným dílem, změnit, zpracovat apod.). Podle autorského zákona se však u zaměstnaneckého díla uplatní právní domněnka, že autor svolil k jeho zveřejnění, úpravám, zpracování (včetně překladu), spojení s jiným dílem, zařazení do díla souborného i k uvádění na veřejnost pod jménem zaměstnavatele, pokud není ujednáno jinak. Proto se doporučuje souhlas autora s nakládáním se zaměstnaneckým dílem výslovně zahrnout do pracovní smlouvy. Podle autorského zákona se uplatňuje také domněnka autorova souhlasu s dokončením nehotového díla zaměstnavatelem, pokud autorův právní vztah se zaměstnavatelem skončí před dokončením díla.
Od zaměstnaneckého díla se v českém právním řádu odlišuje dílo vytvořené na objednávku, tj. na základě smlouvy o dílo, které je popsáno v § 61 autorského zákona. Nebylo-li sjednáno jinak, k takovému dílu získává objednatel pouze licenci k účelu vyplývajícímu ze smlouvy (odst. 1) a výkon majetkových autorských práv včetně možnosti případného poskytování dalších licencí zůstává autorovi díla (odst. 2). Výjimku z této kategorie tvoří počítačové programy a databáze a nekolektivní kartografická díla, která jsou i v případě vytvoření na objednávku považována za zaměstnanecká díla (§ 58, odst. 7). Rovněž kolektivní dílo (vytvořené společně více autory pod hlavičkou jedné fyzické či právnické osoby, jejichž jednotlivé příspěvky nelze od sebe oddělit) se považuje za zaměstnanecké dílo i v případě, kdy bylo vytvořeno na objednávku (§ 59, odst. 1 a 2).